# D. B. 우드사이드
D. B. 우드사이드(D. B. Woodside, 1969년 7월 25일 ~ )는 미국의 배우이다.

## 출연 작품

### 영화
- 스카 시티 (1998)
- 로미오 머스트 다이 (2000)
- 이지 섹스, 이지 러브 (2003)
- 댓 어쿼드 모먼트: 그 어색한 순간 (2014)
- 폴 블라트: 몰 캅 2 (2015)

### 텔레비전
- 더 프랙티스 (1997)
- 뱀파이어 해결사 (2002-03)
- CSI: 마이애미 (2003)
- 24 (2003-07)
- CSI: 과학수사대 (2004)
- JAG (2004)
- 비바 로플린 (2007)
- 그레이 아나토미 (2007)
- 넘버스 (2008)
- 라이 투 미 (2009)
- 프라이빗 프랙티스 (2009)
- 캐슬 (2009)
- 탐정 몽크 (2009)
- 헬캣츠 (2010-11)
- 미녀 삼총사 (2011)
- 페어런트후드 (2011-12)
- 에밀리의 병원 24시 (2013)
- 홀트 앤 캐치 파이어 (2014)
- 슈츠 (2014-18)
- 루시퍼 (2016-21)
- S.W.A.T. (2018)
- 9-1-1: 론 스타 (2023)
- 나이트 에이전트 (2023)